# 15091 Howell
15091 Howell è un asteroide della fascia principale. Scoperto nel 1999, presenta un'orbita caratterizzata da un semiasse maggiore pari a 3,2265955 UA e da un'eccentricità di 0,0805830, inclinata di 7,27702° rispetto all'eclittica.